# 第一毛織
第一毛織（チェイルモジク、朝: 제일모직、英: Cheil Industries）は、かつて存在した韓国の繊維会社である。1954年設立以来、サムスングループの関連会社であった。
1980年代以降、事業領域をファッション、化学、電子化学材料（ECM）に拡大した。
2014年10月、第一毛織は新規株式公開の計画を提出し、韓国証券取引所に上場する予定の株式は約14億1,000万ドルであったが 、同年サムスンSDIと合併して消滅した。

## 歴史
- 1954年 - 第一毛織工業株式会社設立
- 1961年 - 最初に3,000ポンドのJangmiブランドのカードウールを香港に輸出
- 1965年 - IWSからウールマークの韓国ライセンスを取得
- 1972年 - 第一合繊を設立
- 1976年 - 第一毛織に社名変更
- 1992年 - 世界初の高密度113万枚のカーペットを開発
- 1994年 - 華城R＆Dセンターで鋳造用EPSの開発と製造に成功
- 2000年 - 韓国証券取引所に登録されている事業内容を化学薬品に変更
- 2003年 - 大邱オペラハウスの建設を完了
- 2007年 - 透明度の高いチップを使用した世界初の人工大理石「テンピストスタイリスト」を開発
- 2013年 - ファッション事業をサムスンエバーランドに売却
- 2014年 - サムスンSDI株式会社と合併、「サムスンSDIケミカルズ&エレクトロニックマテリアルズ」に社名を変更

## サムスンSDIとの合併後
- 2014年 - サムスンエバーランドは社名を「第一毛織（二代目）」に変更。

- 2015年 - 第一毛織は、サムスンの相続人である李在鎔のサムスングループに対する支配を強化するものと見なされる全株式取引で、サムスンC＆Tを77億ドルで買収する計画を発表。 サムスンC＆Tの株式の7.1％を所有するアメリカのヘッジファンドであるエリオットアソシエイツは、この取引に反対し、株主の最善の利益ではないという理由で法廷でそれを阻止しようとした。合併は同年7月に株主によって承認され、同年9月に実行され、合併後の会社は「サムスンC＆T」と名付けられた。

## ファッション事業
第一毛織は1954年からテキスタイルを生産することから事業を開始した。その後、1989年に最初のメンズウェアを発売することにより、事業領域をファッションに拡大。それ以来、カジュアルウェア、レディスウェア、スポーツウェアに多様化している。
第一毛織は、リストラの一環としてジャストインタイム（JIT）システムを導入した韓国初のファッション企業であり、製造プロセスのリードタイムを短縮することで管理効率を大幅に向上させた。また、一貫したブランド再構築イニシアチブを通じて、高い成長の可能性があると見なされる新しいビジネスラインに参入する動きを見せた。これらの取り組みにより、第一毛織は収益性の高い事業体制の構築に成功し、ファッション企業としての地位を確立した。
- MYPORT Footwear Portugal –ポルトガルを拠点とする国際フットウェアアウトソーシングエージェンシー。
- Bean Pole International
- 10コルソコモ
- 8秒–プライベートラベルアパレル（SPA）ブランドの専門小売店が2012年の初めに立ち上げられた。 [2]

2013年、第一毛織はファッション事業をサムスンエバーランドに1.05兆ウォン（9億6,860万ドル）の取引で売却した。 2014年に化学および材料事業がサムスンSDIと合併。サムスンSDIは3.5兆ウォン（33億ドル）の株式で買収した。第一毛織の株主は、所有する1株あたり、サムスンSDIから約0.44株を受け取った。
2014年にサムスンエバーランドが第一毛織に社名を変更、2015年にサムスンC＆Tと合併した。

## その他の製品
現在、サムスンSDIケミカルズ&エレクトロニックマテリアルズの一部である。

### 化学薬品
第一毛織は1989年に化学事業を開始。同社は2007年にポリカーボネート[PC]事業に参入した。 2008年3月に新しいPCプラントが完成し、現在稼働中。同社はまた、難燃性ABS、シートABS、難燃性耐衝撃性PS（HIPS）、ポリカーボネート（PC）、車両用の熱再鋳造ABS、および人工大理石も製造している。
第一毛織の電子材料事業は、1996年のEMCの開発から始まった。第一毛織のEMC事業部門は、2007年3月にコスダック上場のエースデジテックを買収し、液晶ディスプレイ[LCD]パネルのコアコンポーネントである偏光フィルム事業を開始した。
- 半導体材料：EMC、CMPスラリー
- 表示材料：ライトガイドプレート、拡散プレート、CR、ACF
- 二次電池の材料：電解液
- 機能性材料：EMS、ペースト